# Глаукофан
Глаукофан је минерал из групе амфибола, који је добио име од грчке речи која значи „онај који се чини плавим“. Хемијска формула глаукофана је Na2(Mg,Fe)3Al2Si8O22(OH)2 и он кристалише моноклинично.